# Елизаветовски селски съвет (Запорожка област)
Елизаветовски селски съвет (на украински: Єлизаветівська сільська рада) e селски съвет в Приморски район, Запорожка област, Украйна. Той е съставен от 3 селища с площ от 2.48 км2. През 2001 година населението му възлиза на 1355 души. Административен център е селище Елизаветовка.

## Селища
- с. Елизаветовка – 935 души (2001 г.)
- сел. Елизаветовка – 295 души (2001 г.)
- с. Подгорно – 128 души (2001 г.)

## Местна власт
Управителният съвет на Елизаветовски селски съвет е съставен от 16 члена. След изборите през 2010 година в местната управа влизат:
- Партия на регионите – 11 места
- Народна партия – 3 места
- Независими – 2 места